# Man-Child
Albums de Herbie Hancock
Death Wish (Soundtrack)
(1974) Flood
(1975)
Man-Child est un album d'Herbie Hancock sorti en 1975.

## Titres
| No | Titre                 | Auteur                           | Durée |
| -- | --------------------- | -------------------------------- | ----- |
| 1. | Hang Up Your Hang Ups | Hancock, Ragin, Jackson          | 7:27  |
| 2. | Sun Touch             | Hancock                          | 5:09  |
| 3. | Traitor               | Hancock, Ragin, Johnson, Shorter | 9:36  |
| 4. | Bubbles               | Hancock, Ragin                   | 8:59  |
| 5. | Steppin' in It        | Hancock                          | 8:36  |
| 6. | Heartbeat             | Hancock, Ragin, Jackson          | 5:15  |

## Musiciens
- Herbie Hancock: Fender Rhodes (piano), Clavinet
- Harvey Mason: batterie
- Blackbyrd McKnight: guitare électrique
- Ernie Watts: flûte, saxophone
- Wah Wah Watson: synthétiseur, voice bag, guitare électrique
- Stevie Wonder: harmonica
- Dick Hyde: tuba, trombone basse
- Henry E. Davis: basse
- Mike Clark: batterie
- Bill Summers: percussions
- David T. Walker: guitare électrique
- Bud Brisbois: trompette
- Garnett Brown: trombone
- Jay DaVersa: trompette
- James Gadson: batterie
- Jim Horn: flûte, saxophone
- Richard Hyde: trombone
- Paul Jackson:  basse
- Louis Johnson: basse
- Bennie Maupin: clarinette basse, flûtes alto et basse, saxello, saxophones soprano et ténor, percussions
- Wayne Shorter: saxophones alto et soprano.